# Blooddrunk
Blooddrunk es el sexto álbum de estudio la banda finlandesa de death metal melódico Children of Bodom. Se grabó en Helsinki entre finales de 2007 y principios de 2008. Su lanzamiento fue anunciado oficialmente el día 2 de abril en Finlandia y el 7 de abril en el resto de Europa; sin embargo acabó lanzándose entre el día 10 y el día 19 de abril, dependiendo del país. Existen diversas ediciones del disco, dependiendo de la región.
Alexi Laiho ha declarado que estaba muy agresivo durante la creación de las canciones, y que por eso es más rápido y "thrasher" que lo que se muestra en las canciones de su anterior lanzamiento, "Are You Dead Yet?".
El primer sencillo fue el de la canción homónima al título del disco, que fue lanzado en Finlandia el 27 de febrero, y características de la cubierta canción "Lookin 'Out My Back Door" como un b-side. Con este sencillo también se adelantó la pista "Banned From Heaven". El disco también contiene una nueva versión de la canción "Tie My Rope" que ya había sido publicada antes pero no había convencido al grupo. Los vídeos de "Blooddrunk" y "Hellhounds On My Trail" fueron grabados en Berlín, Alemania, en diciembre de 2007. El álbum alcanzó la posición #22 en las listas de la revista Billboard.

## Lista de temas
1. "Hellhounds on My Trail" – 3:58
2. "Blooddrunk" – 4:05
3. "LoBodomy" – 4:24
4. "One Day You Will Cry" – 4:05
5. "Smile Pretty for the Devil" – 3:54
6. "Tie My Rope" – 4:14
7. "Done with Everything, Die for Nothing" – 3:29
8. "Banned From Heaven" – 5:04
9. "Roadkill Morning" – 3:32

## Créditos
- Alexi Laiho - Voz/guitarra líder
- Janne Wirman - Teclados
- Roope Latvala - Guitarra rítmica
- Henkka Seppälä - Bajo
- Jaska Raatikainen - Batería